# Marek Sarna
Marek Jacek Sarna (ur. 17 stycznia 1955) – polski astronom, profesor doktor habilitowany.

## Życiorys
Ukończył studia astronomiczne na Uniwersytecie Warszawskim w 1979 roku. Doktorat z astrofizyki – 1987, habilitacja – 1994, tytuł profesorski otrzymał w 2003 roku. Obecnie pracuje jako profesor w Centrum Astronomicznym im. Mikołaja Kopernika Polskiej Akademii Nauk w Warszawie. W latach 1998–2014 pełnił funkcję dyrektora Centrum. Współinicjator polskiego udziału w budowie i eksploatacji 11-metrowego Wielkiego Teleskopu Południowoafrykańskiego – SALT. Od 2000 roku zasiada w Zarządzie SALT Foundation (Pty) Ltd, spółki  zarządzającej eksploatacją teleskopu. Z nominacji Ministra Nauki i Szkolnictwa Wyższego (od 2015 roku) zasiada w Radzie Europejskiej Organizacji Badań Naukowych na Półkuli Południowej – ESO. Pełnił również funkcję wiceprzewodniczącego Komitetu Badań Kosmicznych i Satelitarnych PAN (od 2014 do 2023 roku), a od 2015 roku jest członkiem Rady Polskiej Agencji Kosmicznej. W roku 2017 został wybrany na Prezesa Polskiego Towarzystwa Astronomicznego. Od stycznia 2020 roku do końca 2022 roku był ekspertem Ministerstwa Rozwoju i Technologii biorąc udział w pracach Komisji Programów Naukowych Europejskiej Agencji Kosmicznej – ESA. We wrześniu 2021 został ponownie wybrany na Prezesa Polskiego Towarzystwa Astronomicznego. W lutym 2023 roku został powołany w skład Izby Astronomii i Nauk Matematyczno-Przyrodniczych, Akademii Kopernikańskiej.

## Niektóre publikacje naukowe
- 2019, Time Delay Measurement of Mg II Line in CTS C30.10 with SALT, 

ApJ, 880, 46, Bożena Czerny,..., Marek J. Sarna
- 2018, UVSat and other Polish Satellite Missions, Proceedings of the Polish Astronomical Society, s. 355, Piotr Orleański, Jacek Kosiec, Marek J. Sarna, Roman Wawrzaszek
- 2017, UVSat: A Concept of an Ultraviolet/Optical Photometric Satellite, Second BRITE-Constellation Science Conference, s. 76, Andrzej Pigulski,...,  Marek J. Sarna
- 2008, An Eclipsing Blue Straggler V228 from 47 Tuc – Evolutionary Consideration, Hot Subdwarf Stars and Related Objects, ASP Conf. Series, Marek Jacek Sarna
- 2006, The Recurrent Nova U Scorpii – Evolutionary Consideration, Acta Astronomica, 56, 65–81, Marek Jacek Sarna.